# Norra Grönby
Norra Grönby är en småort i Grönby socken på Söderslätt i Trelleborgs kommun.
Samhället växte fram under 1800-talets mitt, i randen mellan den backiga skogsbygden och slätten. Små låga husmanshus hukade sig längs den smala bygatan. Så småningom fick byn både skola, lanthandel och ett flertal hantverkare. 
Den 13 maj 1890 byggdes en väderkvarn utanför byn. Den är byggd i gråsten och ek och är fem våningar hög. Längs väg 684 där Norra Grönby ligger fanns en gång i världen hela sex väderkvarnar. Idag finns bara Krattamöllan bevarad.